# Гонконг на літніх Олімпійських іграх 2004
Гонконг брав участь у Літніх Олімпійських іграх 2004 року в Афінах (Греція) в тринадцятий раз за свою історію, і завоював одну срібну медаль. Збірну країни представляли 18 жінок. 

## Срібло
- Настільний теніс, жінки — Гао Ліцзе і Лі Цзин.